# MobyGames
MobyGames — веб-сайт, посвящённый каталогизации компьютерных игр, как прошлого, так и настоящего. Сайт содержит обширную базу данных компьютерных игр. Цель веб-сайта — создавать качественные вопросы и ответы (FAQ): «Чтобы тщательно каталогизировать всю необходимую информацию о компьютерных играх (консольных и других), а затем предложить её в виде качественных FAQ». На 2008 год сайт включает в себя информацию о более чем 85 игровых платформах (консолях, компьютерах и КПК, включая мобильные телефоны) и более 24 000 играх.

## Описание
На MobyGames информация по всем играм находится в реляционной базе данных, что позволяет пользователю получить нужную ему информацию разными путями. Кроме информации об играх, в базу данных входит информация о разработчиках игр, издателях. Кроме того, вся информация классифицируется по времени, производителям и платформам.
Ещё одной особенностью базы данных MobyGames является группировка игр по сериям. Например, все игры из серии Ultima включены в одну группу. Косвенно связанные игры также сгруппированы вместе, начиная от группировки игр, подобных Тетрису, и заканчивая играми, выпущенными по лицензиям (например, лицензии на Симпсонов).
Кроме того, все версии игры, предназначенные для выпуска на разных игровых платформах, также группируются. Игры разделены по их геймплейю и сходству друг с другом. Поэтому, если две игры имеют одинаковое название и/или игровую лицензию, но отличный геймплей, то они не попадут в одну категорию. Именно поэтому такие игры, как игры серии Tom Clancy's Splinter Cell, которые были выпущены для платформ Xbox, PlayStation 2, Gamecube и PC(Windows), не находятся в одной категории с играми серии Splinter Cell, которые были выпущены для платформ Game Boy Advance и N-Gage, — у них полностью различен геймплей.
Информационное наполнение (контент) на сайт MobyGames добавляется на добровольной основе. Идея похожа на Википедию (почти любой может добавить на сайт свою информацию) хотя и не идентична. Анонимные пользователи не могут добавлять информацию, каждое действие зарегистрированного пользователя остаётся в так называемой «Истории» для аудита (англ. auditing). Кроме того, вся информация, представлена на MobyGames, индивидуально проверена пользователями и, прежде чем она попадает в базу данных, она много раз проверяется. Учётные записи пользователей являются бесплатными и требуют только действительный адрес электронной почты.
На MobyGames присутствует список людей, связанных с разработкой игр: игровые программисты, игровые дизайнеры (геймдизайнеры), игровые художники. Этот список формируется на основе информации, собранной из новостей про игры, их рецензии и так далее. Некоторые разработчики игр «rap sheets» (как называет их MobyGames) имеют биографические данные, аналогично тому, как IMDb имеет данные об киноартистах и создателях фильмов.
В MobyGames включена почти вся доступная информация об играх. Каждая страница игры может содержать рецензии, свободную информацию по игре, оценку игры, скриншоты (правила, регламентирующие загрузку скриншотов, достаточно строги и обязывают придерживаться максимального качества), отзывы (неограниченное количество), технические спецификации к играм, разные мелочи, советы, пасхальные яйца, читы, рекламу продукта и ссылки для покупки или продажи игры. MobyGames не предоставляет какие-либо загружаемые игры, демоверсии, патчи, так как основатели сайта считают, что лучше всего представить эту роль разработчикам игр. На сайте также нет новостей об играх и игровой индустрии, так как, по мнению создателей, для этого есть множество других сайтов. Одной из особенностей зарегистрированного пользователя на MobyGames является возможность оценивать игры в базе данных MobyGames. Игры, имеющие высшие оценки, впоследствии помечаются и выделяются списки, отсортированные по жанрам, годам и так далее. Существует также список под названием «25 лучших игр всех времён».

## Концепция и цели
Основная цель MobyGames заключается в том, чтобы тщательно каталогизировать всю информацию о компьютерных играх. На MobyGames есть возможность добавления пользователями информации для того, чтобы информация было максимально содержательной и точной по всем возможным играм, начиная с 1970-х годов и по сегодняшний день.
Главным источником добавления новых данных являются усилия пользователей, на что и рассчитывали создатели сайта при его разработке. Все новые игры и другие файлы добавляются на сайт пользователями и это позволяет судить о популярности определённых игр и интересах игроков. MobyGames позволяет пользователям загружать собственные работы, относящиеся к играм: прохождения игр, читы, подсказки, собственноручно написанные рассказы по игре и т. д.
Помимо этой информации, пользователи могут писать обзоры по любой разрабатываемой игре. MobyGames разделяет и поддерживает мнение о том, что средняя оценка большого количества пользователей является более точной и объективной, чем средняя оценка нескольких профессиональных журналистов.

## История

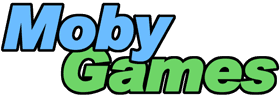
Логотип MobyGames, использовавшийся с 1999 по 2014 год.

Веб-сайт MobyGames был основан 1 марта 1999 года Джимом Леонардом (англ. Jim Leonard), Брайяном Хёртом (англ. Brian Hirt) и Дэвидом Берком (англ. David Berk), тремя школьными друзьями. У Леонарда была идея обмена информацией о компьютерных играх широкой аудиторией; эта идея была исполнена на MobyGames. Дэвид Берк присоединился к команде основателей после 18 месяцев с начала старта сайта, но всё же считается одним из основателей сайта
Сначала в базу данных MobyGames записывались только игры под DOS и Windows, поскольку основатели были знакомы с этими играми. Однако 1 марта 2000 года сайт стал поддерживать больше платформ, особенно таких как Sony PlayStation, которая в своё время была самой популярной. В конце 2004 года была создана и направлена к основателям сайта онлайн-петиция, в которой пользователи просили добавить на сайт игры для платформы ZX Spectrum. Запрос был выполнен, и на конец 2005 года в базе данных MobyGames присутствовало около 1000 игр для ZX Spectrum.
Позже была добавлена поддержка многих других платформ, таких как MSX, Amstrad CPC, TRS-80, Palm OS, Windows Mobile, Java ME, Xbox 360 и Gizmondo. По словам Дэвида Берка: «Будет добавлена поддержка новых платформ, если мы увидим, что по играм для этих платформ имеется достаточно информации, а также имеется достаточно людей желяющих уделять своё внимание этим платформам».
В 2006 году Atari 8-bit, Commodore PET, компьютеры Apple Macintosh, Channel F, Magnavox Odyssey, CD-i, Dragon 32/64, Magnavox Odyssey², iPod, PlayStation 3 и Wii были добавлены в качестве новых платформ. Платформ, таких как BBC Micro и SAM Coupé по-прежнему нет в базе данных сайта.
Документации для Spectravideo и iPhone / iPod и веб-браузерных игр были добавлены в 2008 году.

## Награды
MobyGames номинировался на премию «Вебби» (англ. Webby) за «Лучший игровой сайт» в Международной академии цифровых искусств и наук (англ. International Academy of Digital Arts and Sciences) 11 апреля 2006 года, однако не выиграл эту премию.